# Rivière L'Abbé (rivière Bulstrode)
Pour les articles homonymes, voir Abbé.
La rivière L'Abbé est un cours d'eau dont l'embouchure se déverse dans la rivière Bulstrode dans la ville de Victoriaville, dans la municipalité régionale de comté (MRC) de Arthabaska, dans la région administrative du Centre-du-Québec, au Québec, au Canada.
Ce ruisseau coule surtout en zones agricoles.

## Géographie
Les versants géographiques voisins de la rivière L'Abbé sont du côté nord ou ouest la rivière Bulstrode, du côté est la rivière Gosselin et du côté sud la rivière Nicolet..
La rivière l'Abbé prend sa source de divers ruisseaux agricoles, dans une zone agricole située au nord-ouest de Norbertville et au sud de la rivière Bulstrode.
À partir de sa tête, la rivière coule plus en parallèle à la rivière Lachance, sur 13,8 km. À partir de la source, la rivière fait 1,7 km vers le sud-ouest, jusqu'à la route 263. Ensuite, elle coule sur 5,0 km vers le sud-ouest, jusqu'à deux plans d'eau aménagés par la ville. Elle fait ensuite 3,9 km vers le sud, jusqu'à la route 116. Finalement, elle coule sur 3,2 km vers le sud-ouest, en traversant la route 122, jusqu'à son embouchure.
La rivière l'Abbé se déverse sur la rive est de la rivière Bulstrode, en amont du réservoir Beaudet, situé dans la partie nord de la ville de Victoriaville.

## Toponymie
Le toponyme rivière l'Abbé a été officialisé le 7 août 1978 à la Banque des noms de lieux de la Commission de toponymie du Québec.